# しゃちほこBOY
しゃちほこBOY（しゃちほこボーイ、1980年11月20日 - ）は、日本の覆面レスラー。

## 経歴
- 闘龍門の7期生であることが同期の吉野正人によって語られているがシーサーBOYとしてのデビューまでの経歴の詳細は不明。後にデビュー年は2000年であることを公表している[1]。
- 2006年5月20日、DRAGON GATE那覇かんぽレクセンター大会でスペル・シーサーとタッグを組んで対Gamma&吉野正人戦でデビュー。

### しゃちほこマシーン
- 声が似ている、闘龍門出身者である、同日に試合をしたことがないことから「しゃちほこマシーン」と同一人物ではという疑惑があったが、2009年12月25日、後楽園ホール大会での試合中にGammaに、同一人物であると暴露された。
- ファイトスタイルとしてはコミカルな動きかつ、コーナーポストで金の鯱（名古屋城の金の鯱）のポーズをとり、お笑いの試合を主に担当している。髷の部分の力をなくすとフニャフニャになる。
- 2014年5月5日、名古屋大会で一夜限定で復活する。金網の最上段に上りしゃちほこのポーズを決めてみせた。
- 2016年2月21日、尾道大会でジミー・ススム&斎藤“ジミー”了vsU-T&石田凱士が組まれるも斎了が欠場のため代打でススムのパートナーとなり出場。同日はしゃちほこBOYとしてメインにも出場し2試合をこなした。

### しゃちほこBOY
- 2011年11月29日、トライアングルゲート王者だった土井成樹の発案により、土井ダーツにてGamma、富永千浩とともに「しゃちほこマシーン」が選ばれた。

度重なるラフファイトの末にマスクを失うが、控え室に戻るとシーサーBOYのマスクをかぶり再登場し誕生した。その時は正式に名前はなかったが、頭がBOYでコスチュームが、しゃちほこマシーン（もしくは逆の）の「しゃちほこBOY」が生まれた。
- 2012年8月に入ってから正式に「しゃちほこBOY」として活動を始める。
- しゃちほこマシーンのコミカルな動きかつ、シーサーBOYのテクニックが融合されたレスラーである。
- 盟友の吉野らの呼びかけでWORLD-1 INTERNATIONALに加入。
- 2012年11月17日、土井、吉野と共にオープン・ザ・トライアングルゲート新王者となる。BOYにとって自身初のベルトを腰に巻いた。
- その後、MONSTER EXPRESSに自動的に加入。吉野の加入理由が「仲間であるリコシェとしゃちも加入させるなら俺も加入する」というためしゃちも加入した。

## タイトル歴
DRAGON GATE
- オープン・ザ・ツインゲート王座
- オープン・ザ・トライアングルゲート王座
- オープン・ザ・ハスキーゲート王座

## 得意技
オリオン
変形のラ・マヒストラル。ラ・マヒストラルを仕掛け、返されてもクラッチを解かずに連続して仕掛けていく。この技で3カウントを取るという意味を込めてこの名前にしたようである。主なフィニッシュ技。
SHACHIHOKO
パロ・スペシャル
関節技の1つ。コルバタの要領で相手の体に飛びつき、背中に回り込んだ時に馬乗りになる。両足のつま先を相手の内股に引っ掛けるようにフックして、相手の両腕を背中側へ絞り上げる。漫画キン肉マンのウォーズマンの技。オリジナル技では無いがキン肉マンの作者のゆでたまご先生の公認をもらっている。
ペチョ・コン・ペチョ
ラ・ケブラーダと同型の技。
レッド・エイティーン
トルベジーノの態勢から更に半回転して高速で相手を背中から叩き付け、長座の状態の相手を横に回転させるように横十字固めの態勢でフォールする大技。技名の由来は現ツインズ所属の投手前田健太の広島時代の背番号から。
しゃちほこムーブ
相手に向かって後転倒立して両足で相手の頭を挟み、腕で勢いをつけて相手を軸に回転し、最終的にヘッドシザーズホイップで投げる。回転している間は体を反らしたまま両腕を大きく広げている。
M-9
相手の腕に絡みついてそのまま回転エビ固めで丸め込む技。スペル・シーサーのヨシタニックのように叩きつけることもある。この技でオープン・ザ・ツインゲート統一タッグ王座を獲得した。技名の由来は現巨人所属の野手丸佳浩と広島時代の背番号から。ピンフォール率が非常に高くタッグマッチなどでカットされる場合を除きほぼ100%で３カウントが奪える。
ムーンサルトプレス
トップロープからのムーンサルトのほか、ロンダート式でも使用する。
不知火　
相手に背を向けたまま、自分の肩口に相手の頭を片手で抱えて、コーナーを踏み台にして後方宙返りして決めるリバースDDT。
ドロップキック
ミサイルキック
スピンキック
後ろ回し蹴り。脹脛付近を当てるように蹴る。主にカウンターで使用する。
カサドーラ
ローリング・クレイドル
しゃちほこクロスチョップ

## その他
- スペル・シーサーを師匠と仰ぎシーサーズとしてユニットを組んでいたが、実は倒立はあまり得意ではないらしい。
- デビュー当初は出るほとんどの試合で負け、影の薄い選手であったが、2007年夏に行われたSummer Adventure Tag Leagueにシーサーズとして出場し、そこから少しずつではあるが表に出るようになった。
- ブログにて実家が理髪店、地元岡山県倉敷市でタイトルマッチということが判明している。
- 実は闘龍門出身者であり、吉野正人と同期であり、同い年、アミーゴと呼ぶ仲である。また一時期、プロレスから離れていた。
- しゃがれた声が特徴であり、マイクを持って一言喋っただけで客席から笑いが起きることもしばしば。CIMAからは「カスカスを通り越してガスガスの声」と評された。その声とは対照的に、非常に丁寧な口調も特徴の一つである。
- 前述の通り同期であり、お互いアミーゴと呼び合う仲の吉野に対しても何故か敬語で話す。吉野が「明日の昼にジムで」とメールしたところ、「了解致しました。宜しくお願い申し上げます」とやたら丁寧な返事が来たというエピソードをリング上で暴露された。
- 敗者代理人髪切りマッチの際、バリカンを自分の番に回されKzyの髪を切ろうとしたがバリカンを壊しそうになった。
- 頭のしゃちほこの尾びれが弱点で、掴まれると力が抜けるらしい。
- デビューから15年で初めてのツインゲート王座を獲得した苦労人であり、戴冠後のマイクではしゃちほこBOY本人はもとより、パートナーの吉野正人も涙を流して喜んだ。
- 身長と体重は公表されているが、リングイン時には「身長体重不明」とコールされている。